# Converse (Texas)
Converse és una població dels Estats Units a l'estat de Texas. Segons el cens del 2000 tenia 11.508 habitants.

## Demografia
Segons el cens del 2000, Converse tenia 11.508 habitants, 3.837 habitatges, i 3.077 famílies. La densitat de població era de 701,9 habitants/km².
Dels 3.837 habitatges en un 44,6% hi vivien nens de menys de 18 anys, en un 61,5% hi vivien parelles casades, en un 14,5% dones solteres, i en un 19,8% no eren unitats familiars. En el 15,5% dels habitatges hi vivien persones soles el 3,2% de les quals corresponia a persones de 65 anys o més que vivien soles. El nombre mitjà de persones vivint en cada habitatge era de 2,94 i el nombre mitjà de persones que vivien en cada família era de 3,26.
Per edats la població es repartia de la següent manera: un 31% tenia menys de 18 anys, un 8% entre 18 i 24, un 33,9% entre 25 i 44, un 20,8% de 45 a 60 i un 6,4% 65 anys o més.
L'edat mediana era de 32 anys. Per cada 100 dones de 18 o més anys hi havia 89,2 homes.
La renda mediana per habitatge era de 47.947 $ i la renda mediana per família de 49.396 $. Els homes tenien una renda mediana de 32.631 $ mentre que les dones 25.765 $. La renda per capita de la població era de 18.949 $. Aproximadament el 4,9% de les famílies i el 6,5% de la població estaven per davall del llindar de pobresa.

## Poblacions més properes
El següent diagrama mostra les poblacions més properes.